# John Hollenbeck
 (février 2010).
Si vous disposez d'ouvrages ou d'articles de référence ou si vous connaissez des sites web de qualité traitant du thème abordé ici, merci de compléter l'article en donnant les références utiles à sa vérifiabilité et en les liant à la section « Notes et références ».
John Hollenbeck est un batteur de jazz, compositeur et chef d'orchestre américain né le 19 juin 1968 à Binghamton.

## Biographie
En plus d'une carrière de sideman pour de grands artistes internationaux (Bob Brookmeyer, WDR Big Band, John Taylor, Kenny Wheeler etc.), il mène une carrière en tant que leader du Claudia Quintet et du John Hollenbeck Large Ensemble. Il collabore souvent dans ses projets avec le chanteur Theo Bleckmann.
En 2018 s'est vu décerner le prix Opus du concert de l'année - Jazz pour l'une de ses prestations au Festival international de jazz de Montréal avec l'Orchestre national de jazz de Montréal.
Il a été nommé 2 fois aux Grammy Awards avec cet orchestre dans la catégorie "Best Jazz Big Band" en 2005 pour leur premier enregistrement "A Blessing" et également en 2009 pour son dernier disque "Eternal Interlude.

## Discographie
- John Hollenbeck Large Ensemble, "Eternal Interlude", (Sunnyside Records), 2009
- Refuge Trio (with Theo Bleckmann and Gary Versace), "Refuge Trio" (Winter and Winter), 2008
- The Claudia Quintet, "FOR", (Cuneiform), 2007
- Jorrit Dijkstra/ John Hollenbeck Duo,  "Sequence", (Trytone Records), 2006
- The Claudia Quintet "Semi-Formal", (Cuneiform), 2005
- John Hollenbeck Large Ensemble, "A Blessing", (Omnitone), 2005
- The Claudia Quintet, "I, Claudia", (Cuneiform), 2004
- The Claudia Quintet, "The Claudia Quintet", (Blueshift), 2002
- John Hollenbeck with Theo Bleckmann, Dan Willis, Jonas Tauber and Skuli Sverrisson, "Quartet Lucy" (Blueshift), 2002
- Theo Bleckmann/John Hollenbeck Duo, "Static Still", (GPE Records), 2002